# Andrée Putman
Andrée Christine Putman (ur. 23 grudnia 1925 w Paryżu, zm. 19 stycznia 2013 w Paryżu) – francuska projektantka oraz architektka wnętrz.

## Życiorys
Andrée Christine Putman urodziła się 23 grudnia 1925 roku w zamożnej rodzinie, należącej do elity Paryża.
Ukończyła College d’Hulst oraz konserwatorium muzyczne. Od roku 1950 pracowała jako dziennikarka dla francuskich czasopism. Pierwszą pracę otrzymała w redakcji Femina. W latach 1952–1958 pisała artykuły poświęcone designowi we własnej kolumnie dla magazynu Elle. Od 1960 do 1964 roku była także redaktor działu wnętrz magazynu L’Oeil.
Pracowała w sklepie Prisunic w Paryżu w latach 1958-1967. Piastowała stanowisko stylistki i dyrektorki artystycznej działu z wyposażeniem wnętrz.
W 1961 roku wspólnie z Didierem Grumbachem założyła firmę Créateurs & Industriels. Zajmowała się ona wsparciem projektantów w relacjach z producentami, podwykonawcami itp. Z przedsiębiorstwem współpracowali m.in.: Jean-Charles de Castelbajac, Issey Miyake, czy Thierry Mugler. Firma jednak ogłosiła upadłość. W 1978 roku założyła firmę Ecart International, zajmującą się produkcją mebli.
Odkryła na nowo takich projektantów jak: Eileen Gray, Robert Mallet-Stevens, Jean Michel Frank, Pierre Chareau oraz wprowadziła do produkcji zaprojektowane przez nich wzory.
Projektowała również salony dyktatorów mody, m.in. Yves Saint Laurent i Karla Lagerfelda, wnętrza hoteli, m.in. Morgans Hotel w Nowym Jorku (1984), Orchid Club House w Kobe (1992), wnętrza obiektów muzealnych – Muzeum Sztuki Współczesnej w Bordeaux (1984). W 1993 roku zaprojektowała wnętrze samolotu Concorde dla Air France.
W 1997 założyła własną firmę projektową - Studio Putman - którego dyrektorem od 2007 roku jest córka Andrée - Olivia. Projektantka miała także syna Cyrilla.
Putman zmarła 19 stycznia 2013 roku. Ceremonia pogrzebowa odbyła się w kościele opactwa Eglise Saint-Germain-des-Prés w Paryżu.